# Stranger on the Shore
Stranger on the Shore è un brano musicale jazz per clarinetto composto da Acker Bilk e Robert Mellin e pubblicato da Acker Bilk & the Leon Young String Chorale nel 1961.

## Tracce
- 7" (UK)

1. Stranger on the Shore
2. Take My Lips

- 7" (USA)

1. Stranger on the Shore
2. Cielito Lindo